# The Prisoner of Zenda
The Prisoner of Zenda er en amerikansk stumfilm fra 1913.

## Medvirkende
- James K. Hackett som Rudolf Rassendyll
- Beatrice Beckley som Flavia
- David Torrence som Michael
- Frazer Coulter som Sapt
- William R. Randall som Fritz von Tarlenheim